# Charles Lindbergh
Charles Augustus Lindbergh, ameriški letalec, častnik, raziskovalec, pisatelj in izumitelj, * 4. februar 1902, Detroit, Michigan, Združene države Amerike, † 26. avgust 1974, vas Kipahulu, Havaji, ZDA.
Kot neznani 25-letni poštni pilot je Lindbergh doživel nenadno svetovno slavo, ko je maja 1927 opravil prvi polet brez postanka med Long Islandom v New Yorku in letališčem Le Bourget blizu Pariza (danes letališče Pariz–Le Bourget) v letalu Spirit of St. Louis. Odpravo je financiral skoraj izključno z lastnimi prihranki in bančnim posojilom. Za ta dosežek je kot rezervni častnik ameriške kopenske vojske prejel medaljo časti, pa tudi Red legije časti Francije in Leopoldov red Belgije ter več drugih priznanj. Obstaja zmotno prepričanje, da je bil sploh prvi, ki je preletel Atlantik brez postanka, vendar sta ta podvig že osem let pred njim izvedla Britanca John Alcock in Arthur Whitten Brown (sicer na skoraj pol krajši razdalji).
Slavo je izkoristil za promocijo komercialnega letalstva in zračne pošte. Leta 1932 pa je neznanec ugrabil njegovega 20-mesečnega sina in preko posrednika zahteval bogato odkupnino, kar so ameriški mediji takrat poimenovali »zločin stoletja«. Sina so kmalu našli mrtvega, Lindbergh pa se je z ženo pred medijsko histerijo inkognito umaknil v Anglijo. V ZDA sta se vrnila šele malo pred izbruhom druge svetovne vojne leta 1939; bil je aktiven nasprotnik vpletanja ZDA v vojno in je protestno vrnil čin polkovnika pri letalskem korpusu ameriške vojske (predhodniku vojnega letalstva), a je spremenil mnenje po japonskem napadu na Pearl Harbor. Njegova prošnja za povrnitev čina je bila zavrnjena, zato se je udeležil vojne na pacifiškem bojišču kot civilni svetovalec proizvajalca letal in izboljševal dizajn bojnih letal, opravil pa je tudi več bojnih poletov.
Po vojni je zaslovel kot pisec in je za knjigo o poletu s Spirit of St. Louis prejel Pulitzerjevo nagrado. Deloval je tudi kot svetovalec na področju vojaškega in civilnega letalstva in naravovarstvenik. Zadnja leta življenja je preživel na havajskem otoku Maui, kjer je umrl.